# Allan van Rankin
Allan van Rankin Galland (Ciudad de México, México, 4 de octubre de 1987) es un exfutbolista mexicano y su posición era portero. Su último equipo fue el Atlante FC de la Liga Ascenso MX.

## Trayectoria
Debutó en el Club Proyecto Tecamachalco. Llega al Atlante en el año 2008.

## Clubes
| Club              | País   | Año       |
| ----------------- | ------ | --------- |
| Club Tecamachalco | México | 2007-2008 |
| Atlante FC        | México | 2008-2012 |

## Vida personal
Es hermano del también futbolista Josecarlos van Rankin que juega en el Club Necaxa y de la actriz Mariana van Rankin. Y también es sobrino del locutor Jorge van Rankin.